# Good for You
«Good for You» es una canción de la cantante y compositora norteamericana Selena Gómez con la colaboración del rapero norteamericano A$AP Rocky, que se incluye en el segundo álbum de estudio como solista de la cantante, Revival (2015). La canción fue publicada como primer sencillo oficial de su álbum el 22 de junio de 2015 a través del sello Interscope Records, siendo el debut con esta para empezar su nuevo contrato discográfico.

## Antecedentes y lanzamiento
A principios de junio, la cantante publicó una foto en la red social Instagram con el mensaje Ready... #itscomingsoon cuyo significado en español es Listos... Pronto refiriéndose al estreno del sencillo. Pocos días después eligió otra vez esta red social para revelar el nombre del sencillo y el día de su publicación. El 19 de junio anunció; otra vez por Instagram, la portada del sencillo y a su vez que en realidad es una colaboración con el rapero A$AP Rocky. Para publicitar el sencillo, se colocó un cartel publicitario en Times Square, en la ciudad de Nueva York. El día 20, se filtró la canción ilegalmente por un usuario de Twitter a través de un enlace, pero Interscope Records respondió de forma rápida, e impidió que tuviera gran difusión. Finalmente, el 22 de junio a las 12 a. m. (hora de Estados Unidos), se publicó el audio del sencillo en la cuenta oficial de Vevo de Gómez y en iTunes.

## Letra, composición y críticas
La canción fue escrita por Selena Gómez, A$AP Rocky, Julia Michaels y Justin Tranter. Y producida por Sir Nolan, Nick Monson, y coproducida por Rocky y Héctor Delgado.
Good For You es un ritmo mid-tempo, el pop slow jam, que contiene elementos de electro y R&B. Se comprende por instrumentos de percusión, cajas de ritmos, un sintetizador transparente, y bajo minimalista. Un registro oscuro y a ambiente, «Good For You» se observó a ser suave en el tono y distintos de los comunicados principalmente con influencias emergentes de Gómez; además contiene un toque de hip hop/rap. Con una melodía meandros, Selena solicita una técnica vocal y arrullos entrecortados, se calificado de "bochornoso" y "seductora" por muchos críticos musicales. Se comparó a la voz de Gómez en "Good For You" con la de Imogen Heap, Lana Del Rey, y Lorde. También está influenciada en las canciones de A$AP Rocky de acuerdo con las canciones de su álbum At.Long.Last.A$AP.
El contenido lírico de la canción contiene un tema de «confianza en sí mismo, y actuar como un ruego», con Selena Gómez cantando el gancho, «I just wanna look good for you, good for you» — en español: «Sólo quiero lucir bien para ti, bien para ti» — sus letras tratan específicamente sobre «ser agradable y ser el complemento perfecto para su pareja». Con el rap hecho por A$AP Rocky casi al final de la canción.

## Recepción

### Comercial
El tema debutó en el número nueve de la principal lista de éxitos de los Estados Unidos, Billboard Hot 100, con 180 000 copias legales vendidas.  Con esto, Gómez automáticamente consiguió su tercer top 10 en el conteo, luego de que tanto «Come & Get It» como «The Heart Wants What It Wants» alcanzaran el sexto puesto en 2013 y 2014, respectivamente. Debutar dentro de los diez primeros convirtió a «Good For You» en la segunda canción debutante en el top 10 del año, luego de «Sugar» de Maroon 5, que debutó en el número ocho en enero del 2015. Además, es el primer tema de una mujer que debuta entre los diez primeros desde «Shake It Off» de Taylor Swift, que llegó directamente al número uno en septiembre de 2014. Simultáneamente, por las descargas recibidas en su primera semana, «Good For You» debutó en la cima de la lista Digital Songs, que cuenta las ventas digitales semanales de las canciones. Gracias a esto, tanto Gómez como A$AP Rocky consiguieron su primer número uno, y este fue el primer debut de una mujer en el primer puesto del año; el anterior había sido «Blank Space» de Taylor Swift en noviembre de 2014. Semanas después de haber debutado, la canción mejoró su posición y llegó hasta el número seis, aun sin haber sido promocionada. Luego de haber caído hasta el número siete, «Good For You» volvió a subir y llegó hasta el número cinco; el primer top 5 de Gómez y Rocky. El tema debutó en el número veintisiete de Streaming Songs y en el veintiuno de Pop Songs. Más tarde, alcanzó el top 10 en estas dos listas y en otras de Billboard, como Radio Songs, donde ocupó el número cuatro, la máxima obtenida por Gómez. La canción logró encabezar la lista Pop Songs, lo que la convirtió en el primer número uno de ambos cantantes en la lista. Esta también fue la primera entrada de A$AP Rocky al conteo pop, pero Gómez ya había alcanzado el número dos con «Come & Get It» en 2013. A menos de un mes de haber sido lanzada, la canción ya había vendido 308 000 copias solo en los Estados Unidos, y rápidamente consiguió tres discos de platino por parte de la RIAA.
Fuera de los Estados Unidos, se impuso como una de las canciones más exitosas de Gómez. «Good For You» ubicó los primeros diez puestos en países de Europa como Grecia, donde encabezó su lista digital, República Checa y Eslovaquia, donde llegó al número tres y seis, respectivamente, y España y Noruega, donde ocupó el noveno puesto. En otros países del continente también tuvo una acogida positiva; en Dinamarca llegó al número once y recibió un disco de oro por vender más de 60 mil copias en el país. Por otro lado, en Suecia recibió doble platino por 80 mil copias vendidas y ocupó el vigésimo cuarto puesto de su conteo. «Good For You» logró el número veintiséis en Italia, y al ingresar a su lista de sencillos se convirtió en la primera canción de Gómez como artista líder que lo logra; anteriormente su colaboración con Zedd, «I Want You to Know», había alcanzado el cuarenta y nueve. Además de esto, la IFPI la condecoró con un disco de oro por haber vendido 25 mil copias en territorio italiano. En Oceanía superó a «Come & Get It», que era su sencillo más popular en el continente. «Good For You» llegó al número diez en Australia, directamente como el primer top 10 de la cantante en el país. Asimismo, recibió dos discos de platino por ventas superiores a 140 mil. En Nueva Zelanda, la canción igualó la posición de «Come & Get It» en el número catorce, y al igual que esta, recibió un disco de oro.

## Promoción

### Vídeos musicales
El principal vídeo musical de «Good For You» fue dirigido por Sophie Muller, e incluye una versión diferente de la canción en la que no aparece A$AP Rocky. Gómez lo publicó el 26 de junio en su cuenta oficial de VEVO. El vídeo musical es minimalista, pues Gómez quería reflejar la versión inicial del tema, que no incluía al rapero. Las tomas consisten en la cantante utilizando una camisa blanca y se le ve tomando una ducha, en el sofá y en una habitación vacía mientras canta el tema. Para explicar la trama del vídeo, Gómez dijo que: «Es muy de jeans y una camiseta, momentos en los que una mujer está sumida en sus pensamientos, o en un momento en el que está en esta pequeña furia loca. Simplemente captura cosas reales que las mujeres hacen. Hay un montón de cosas que las mujeres hacen que son sensuales que simplemente no son la típica y barata forma de ser sexy». En una entrevista con iHeart Radio, agregó que el vídeo se trataba sobre las mujeres en general y de empoderarse unas a otras y dijo: «Siento que la gente aquí, especialmente los chicos, piensan "lencería y sensualidad". Creo que ser sexy como mujer joven o chica, es que no te importe lo que otras personas piensan, usar cosas casuales, sentirse sexy». El 19 de agosto de 2015, A$AP Rocky publicó una versión explícita del vídeo en su canal de YouTube. En esta, se incluyen los versos del rapero, y este aparece mediante pantallas con la imagen de Gómez detrás, asimismo, se ven imágenes de la naturaleza, fuego y carros explotando.
La canción formó parte de los nominados a Mejor Canción del verano de los  MTV VMAS 2015, siendo ganador «She's Kinda Hot» del grupo, 5 Seconds of Summer.

### Interpretaciones en vivo
Gómez interpretó por primera vez «Good For You» en vivo dos meses después de su lanzamiento, en The 1989 World Tour de Taylor Swift, en su último show en Los Ángeles, que se presentó en el Staples Center el 26 de agosto de 2015. El 16 de septiembre, Gómez presentó un evento llamado «REVIVAL Event», en el que un exclusivo grupo de 800 fans asistieron al The Palace Theatre en Los Ángeles para verla interpretar «Same Old Love» por primera vez y «Good For You». Además de esto, reveló una parte del vídeo de la primera de estas y anunció que los fans que asistieron al evento aparecerían luego en el clip. La intérprete también dio detalles sobre el disco y mostró un adelanto de «Revival», el tema que titula al álbum. Aun sin haberla presentado en televisión americana, Gómez empezó la promoción de «Good For You» por Europa el 25 de septiembre, cuando la cantó en BBC Live Lounge, junto a «Rude» de MAGIC!. El 29 del mismo mes, la interpretó en el programa francés Le Grand Journal. El 12 de octubre, Gómez apareció en Today en el Rockefeller Plaza, Nueva York, para promocionar el disco. Abrió su presentación con «Good For You» en un pequeño escenario en medio del público, y posteriormente subió a la tarima principal para cantar «Same Old Love» y un medley de «Me & The Rhythm» y su éxito «Come & Get It», perteneciente a su álbum de 2013, Stars Dance. En diciembre de 2015, Gómez cantó nuevamente «Good For You» en el concierto Jingle Ball organizado por iHeartRadio, junto a otros de sus éxitos como «Same Old Love», «Hands to Myself» y «Love You like a Love Song».
El 23 de enero de 2016, la intérprete apareció como invitada musical en un episodio del programa estadounidense Saturday Night Live, donde presentó un medley de «Good For You» y «Same Old Love». Esta presentación estuvo acompañada solo por un grupo de hombres alrededor de la vocalista, chasqueando los dedos al ritmo de las canciones. En el mismo episodio, cantó «Hands to Myself», esta vez acompañada por dos bailarines y una cama, en la cual realizaban movimientos con las manos. El episodio tuvo 5 millones de espectadores en la noche de su estreno, 400 mil más que el promedio de su cuadragésima primera temporada. Igualmente, fue el más visto de la noche del 23 de enero en la televisión por cable estadounidense.

## Formatos
- Descarga digital

| «Good for You» — censurada |                                 |          |  |
| N.º                        | Título                          | Duración |  |
| 1.                         | «Good for You» (con A$AP Rocky) | 3:41     |  |

| «Good for You» — explícita |                                 |          |  |
| N.º                        | Título                          | Duración |  |
| 1.                         | «Good for You» (con A$AP Rocky) | 3:41     |  |

| «Good for You» (feat. A$AP Rocky) [Remixes] |                                               |          |  |
| N.º                                         | Título                                        | Duración |  |
| 1.                                          | «Good for You» (Nebbra Remix)                 | 4:01     |  |
| 2.                                          | «Good for You» (Yellow Claw & Cesqeaux Remix) | 3:01     |  |
| 3.                                          | «Good for You» (KASBO Remix)                  | 3:41     |  |

## Posicionamiento en listas

### Semanales
| País              | Lista                            | Mejor posición |
| ----------------- | -------------------------------- | -------------- |
| Alemania          | German Singles Chart             | 29             |
| Australia         | Australian Singles Chart         | 10             |
| Australia         | Top 50 Urban Singles             | 2              |
| Austria           | Ö3 Austria Top 40                | 27             |
| Bélgica (Flandes) | Ultratop 50                      | 25             |
| Bélgica (Valonia) | Ultratop 50                      | 27             |
| Canadá            | Canadian Hot 100                 | 8              |
| Dinamarca         | Tracklisten                      | 11             |
| Escocia           | Scottish Singles Chart           | 17             |
| Eslovaquia        | Singles Digitál Top 100          | 6              |
| España            | Spanish Singles Chart            | 9              |
| Estados Unidos    | Billboard Hot 100                | 5              |
| Estados Unidos    | Digital Songs                    | 1              |
| Estados Unidos    | Pop Songs                        | 1              |
| Estados Unidos    | Radio Songs                      | 4              |
| Estados Unidos    | Streaming Songs                  | 10             |
| Finlandia         | Suomen virallinen lista          | 20             |
| Francia           | French Singles Chart             | 14             |
| Grecia            | Greece Digital Songs (Billboard) | 1              |
| Hungría           | Single (Track) Top 40            | 24             |
| Hungría           | Stream Top 40                    | 12             |
| India             | India Top 20                     | 10             |
| Irlanda           | Irish Singles Chart              | 23             |
| Italia            | Italian Singles Chart            | 26             |
| Líbano            | Lebanese Top 20                  | 8              |
| Noruega           | VG-lista                         | 9              |
| Nueva Zelanda     | New Zealand Singles Chart        | 14             |
| Países Bajos      | Dutch Top 40                     | 31             |
| Reino Unido       | UK Singles Chart                 | 23             |
| República Checa   | Singles Digital Top 100          | 3              |
| Suecia            | Swedish Singles Chart            | 24             |
| Suiza             | Swiss Single Chart               | 25             |

#### Sucesión en listas
| Predecesor: «Bad Blood» de Taylor Swift con Kendrick Lamar | Digital Songs — Sencillo número uno 11 de julio de 2015 — 18 de julio de 2015    | Sucesor: «Cheerleader (Felix Jaehn Remix)» de OMI |
| Predecesor: «Lean On» de Major Lazer con DJ Snake y MØ     | Pop Songs — Sencillo número uno 26 de septiembre de 2015 — 10 de octubre de 2015 | Sucesor: «Locked Away» de R. City con Adam Levine |

|}

### Anuales
| Alemania       | German Singles Chart     | 109 |
| Australia      | Australian Singles Chart | 51  |
| Australia      | Top 50 Urban Singles     | 10  |
| Canadá         | Canadian Hot 100         | 30  |
| Dinamarca      | Tracklisten              | 42  |
| Estados Unidos | Billboard Hot 100        | 05  |
| Estados Unidos | Digital Songs            | 39  |
| Estados Unidos | Pop Songs                | 13  |
| Estados Unidos | Radio Songs              | 27  |
| Estados Unidos | Streaming Songs          | 27  |
| Suecia         | Swedish Singles Chart    | 79  |
| Suiza          | Swiss Singles Chart      | 62  |

## Certificaciones
| País                                                       | Organismo certificador | Certificación | Ventas certificadas | Ref.   |
| ---------------------------------------------------------- | ---------------------- | ------------- | ------------------- | ------ |
| Australia                                                  | ARIA                   | 2× Platino    | 190 000             | [ 16 ] |
| Brasil                                                     | ABPD                   | Diamante      | 1 000 000           | [ 71 ] |
| Canadá                                                     | Music Canada           | 2× Platino    | 160 000             | [ 72 ] |
| Dinamarca                                                  | IFPI                   | Platino*      | 60 000              | [ 13 ] |
| España                                                     | PROMUSICAE             | Oro           | 30 000              | [ 73 ] |
| Estados Unidos                                             | RIAA                   | 5× Platino*   | 5 000               | [ 74 ] |
| Italia                                                     | FIMI                   | Platino*      | 50 000              | [ 75 ] |
| México                                                     | AMPROFON               | Oro           | 30 000              | [ 76 ] |
| Nueva Zelanda                                              | RMNZ                   | Oro           | 7 500               | [ 17 ] |
| Polonia                                                    | ZPAV                   | Platino       | 20 000              | [ 77 ] |
| Reino Unido                                                | BPI                    | Oro           | 400 000             | [ 78 ] |
| Suecia                                                     | IFPI                   | 2× Platino    | 80 000              | [ 14 ] |
| (*) significa que la certificación puede incluir streaming |                        |               |                     |        |

## Premios y nominaciones
| Año  | Premiación             | Categoría          | Resultado | Ref.   |
| ---- | ---------------------- | ------------------ | --------- | ------ |
| 2015 | Teen Choice Awards     | Canción del verano | Nominado  | [ 79 ] |
| 2015 | MTV Video Music Awards | Canción del verano | Nominado  | [ 80 ] |
| 2016 | Kid's Choice Awards    | Mejor colaboración | Nominado  | [ 81 ] |

## Historial del lanzamiento
| País           | Fecha               | Formato          | Sello discográfico | Ref.   |
| -------------- | ------------------- | ---------------- | ------------------ | ------ |
| Estados Unidos | 22 de junio de 2015 | Descarga digital | Interscope Records | [ 82 ] |
| Estados Unidos | 23 de junio de 2015 | Radio            | Interscope Records | [ 83 ] |